# Зялай

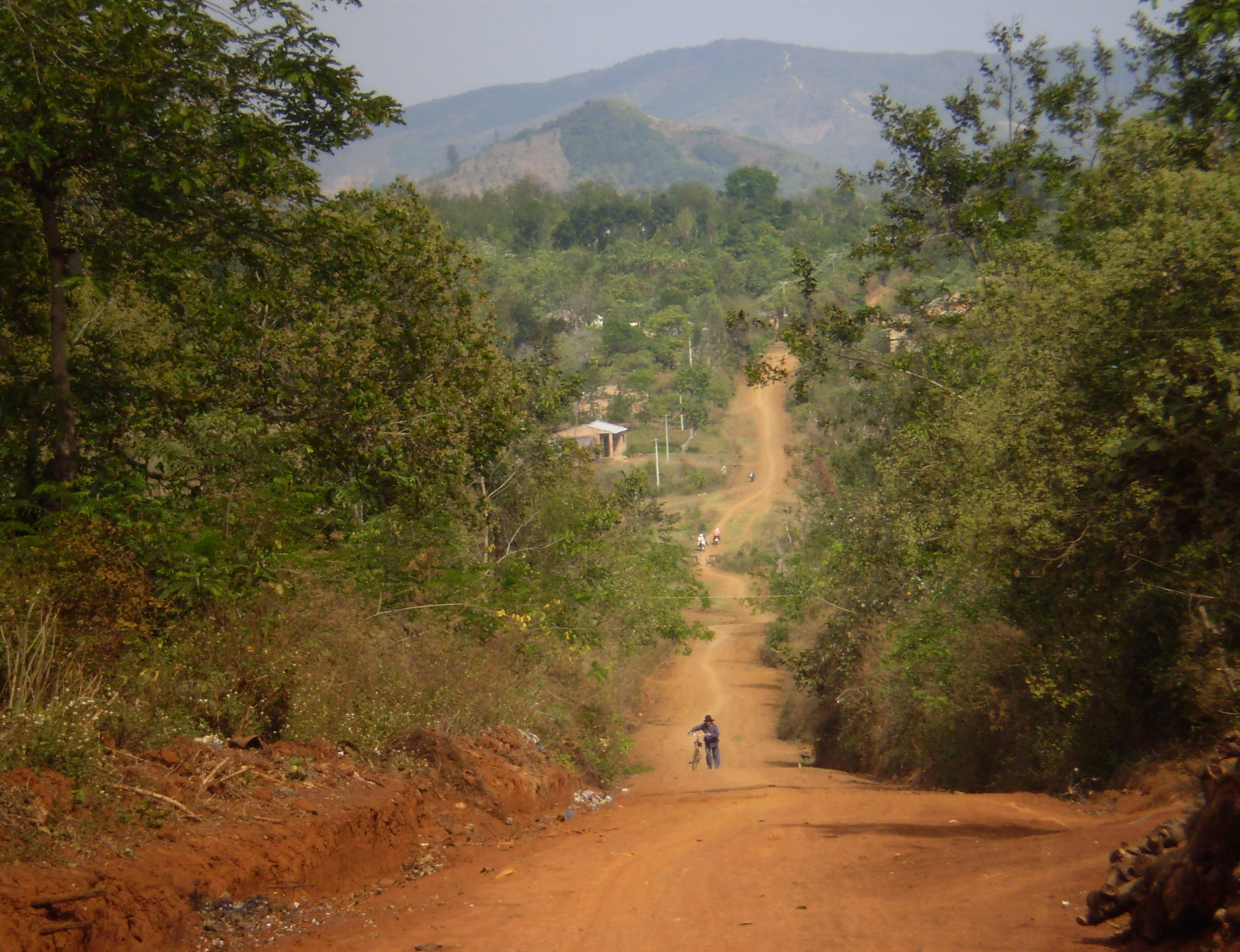
Краєвид Центрального нагір'я

Зялай (в'єт. Gia Lai) — провінція у центральному нагір'ї (в'єт. Tây Nguyên) В'єтнаму. Розташована на плато Плейку. На сході межує з Камбоджею. Одна з найбільших за площею провінцій країни.
Адміністративний центр провінції — місто Плейку (Pleiku) — знаходиться за 1190 км від Ханоя і за 531 км від Хошиміна.
Як і все Центральне нагір'я, провінція Зялай славиться своїми мальовничими краєвидами природи. Основа економіки — видобуток золота, вирощування кави, чаю та каучуку. Поблизу Плейку знаходиться аеропорт. У провінції проживає близько 39 національних меншин, з яких корінними вважаються народності зярай, еде і банар.

## Адміністративний поділ
Провінція Зялай поділяється на столицю Плейку, два міста — Анкх (An Khê) і Аюнпа (Ayun Pa, колишня назва — Теорео) і 14 повітів (районів):
- Чупах (Chư Păh)
- Чупронг (Chư Prông)
- Чусе (Chư Sê)
- Дакдоа (Đắk Đoa)
- Дакпо (Đắk Pơ)
- Đức Cơ
- Яграй (Ia Grai)
- Япа (Ia Pa)
- K'Bang
- Kông Chro
- Krông Pa
- Мангянг (Mang Yang)
- Футхьєн (Phú Thiện)
- Чупух (Chư Pưh)

## Населення
У 2009 році населення провінції становило 1 274 412 осіб (перепис), з них 639 831 (50,21 %) чоловіки і 634 581 (49,79 %) жінки, 910 348 (71,43 %) сільські жителі і 364 064 (28,57 %) жителі міст.
Національній склад населення (за даними перепису 2009 року): в'єтнамці 713 403 особи (55,98 %), зярай 372 302 особи (29,21 %), банари 150 416 осіб (11,80 %), тай 10 107 осіб (0,79 %), нунг 10 045 особи (0,79 %), мионги 6 133 особи (0,48 %), інші 12 006 осіб (0,94 %).